# Copa de Oro Nicolás Leoz
Die Copa de Oro Nicolás Leoz, auch (port.: Copa Ouro), war ein kurzlebiger südamerikanischer Vereinsfußballwettbewerb, organisiert durch die Confederación Sudamericana de Fútbol (CONMEBOL) und benannt nach deren Präsidenten Nicolás Leoz. Der Wettbewerb war ab 1993 jährlich vorgesehen, wurde aber bald mangels Interesse wieder eingestellt.
Teilnahmeberechtigt waren jeweils die vier Sieger des Vorjahres der Copa Libertadores, der Supercopa Libertadores, der Copa Master Supercopa Libertadores (1996 Copa Conmebol Master) und der Copa Conmebol. Die Partien wurden teils in Hin- und Rückspiel, teils in nur einem Spiel entschieden.

## Die Endspiele und Sieger
| Jahr | Sieger                                                  | Ergebnisse           | Finalist                                 |
| ---- | ------------------------------------------------------- | -------------------- | ---------------------------------------- |
| 1993 | Boca Juniors (Copa Master de Supercopa 1992)            | 0:0 / 1:0 1          | Atlético Mineiro (Copa Conmebol 1992)    |
| 1994 | nicht ausgetragen                                       | nicht ausgetragen    | nicht ausgetragen                        |
| 1995 | Cruzeiro Belo Horizonte (Copa Master de Supercopa 1994) | 0:1 / 1:0, 4:1 i. E. | FC São Paulo (Copa Conmebol 1994)        |
| 1996 | Flamengo Rio de Janeiro (Finalist Supercopa 1995)       | 3:1 2                | FC São Paulo (Copa Conmebol Master 1996) |